# Юзінек (Плоцький повіт)
Юзінек (пол. Józinek) — село в Польщі, у гміні Бельськ Плоцького повіту Мазовецького воєводства.
Населення — 176 осіб (2011).
У 1975-1998 роках село належало до Плоцького воєводства.

## Демографія
Демографічна структура станом на 31 березня 2011 року:
|          | Загалом | Допрацездатний вік | Працездатний вік | Постпрацездатний вік |
| -------- | ------- | ------------------ | ---------------- | -------------------- |
| Чоловіки | 92      | 22                 | 65               | 5                    |
| Жінки    | 84      | 18                 | 46               | 20                   |
| Разом    | 176     | 40                 | 111              | 25                   |